# Jasenovčani
Jasenovčani is een plaats in de gemeente Sunja in de Kroatische provincie Sisak-Moslavina. De plaats telt 83 inwoners (2001).